# Mostbirne
Die Mostbirne ist eine Birnensorte. Mostbirnen nehmen im Obstanbau eine Zwischenstellung zwischen Wildbirnen und Speisebirnen (Edelbirnen) ein. Ihre Früchte werden zur Herstellung von Most und Obstweinen verwendet. Sie besitzen einen merkbaren Anteil an Gerbstoffen. Sie werden oftmals auf Streuobstwiesen angebaut.
Siehe auch:
- Liste der häufigsten Mostbirnensorten
- Pomologische Literatur
- Mostapfel